# Tönsen
Tönsen är en sjö mitt i byn Tönsen, den ligger i södra delen av Bollnäs kommun i Hälsingland. 

## Beskrivning
Tönssjön som är den lokala benämningen ingår i Skärjåns huvudavrinningsområde. Sjön är 7,8 meter djup, har en yta på 0,509 kvadratkilometer och befinner sig 157 meter över havet. Sjön avvattnas av vattendraget Tönsån (Skärjån).

## Delavrinningsområde
Tönsen ingår i det delavrinningsområde (678065-154042) som SMHI kallar för Utloppet av Tönsen. Medelhöjden är 197 meter över havet och ytan är 2,74 kvadratkilometer. Räknas de 5 avrinningsområdena uppströms in blir den ackumulerade arean 24,22 kvadratkilometer. Avrinningsområdets utflöde Tönsån (Skärjån) mynnar i havet. Avrinningsområdet består mestadels av skog (48 procent) och jordbruk (11 procent). Avrinningsområdet har 0,49 kvadratkilometer vattenytor vilket ger det en sjöprocent på 17,7 procent.